# نينو روتا
نينو روتا (بالإيطالية: Nino Rota) (3 ديسمبر 1911 في ميلانو – 10 أبريل 1979 في روما) كان ملحنًا إيطاليًّا.
معزوفته المشهورة هي موسيقى فيلم العراب (The Godfather)، إلى جانب نحو 150 معزوفة، وحصل على جائزة الأوسكار عن أفضل موسيقى تصويرية، لمعزوفته في الجزء الثاني من فيلم العراب.

## حياته
بعد دراسته في معهد الموسيقى سانتا سيسيليا بروما زار بين عامي 1931 و 1932 معهد كورتيس في فيلادلفيا ودرس هناك التلحين وقيادة الأوركسترا. في هذا الوقت اكتشف هوليوود وأفلام وموسيقى جورج غيرشوين.
أصبح نينو روتا معروفاً بعد الحرب العالمية الثانية كمؤلف موسيقى أفلام وبشكل خاص للمخرج الإيطالي فيديريكو فلليني الذي اشتغل معه بداية عام 1952. كما أنه كتب موسيقى أفلام لمخرجين معروفين مثل لوشينو فيسكونتي، فرانسيس فورد كوبولا، لينا فورت مولر.
مجموع ما ألّفه نينو يصل إلى حوالي 150 موسيقى أفلام.
لم تنل أعماله فيما يخص الأوبرا والتي تصل إلى 10 أوبرات النجاح المطلوب.

## الجوائز
جوائز الأكاديمية
- 1973: رشح لأحسن موسيقى فيم تصويرية عن فيلم العراب للمخرج فرانسيس فورد كوبولا ومع ذلك سحب الترشيح والتي منحت لفيلم آخر
- 1975:جائزة أحسن موسيقى فيلم تصويرية عن فيلم العراب الجزء الثاني للمخرج فرانسيس فورد كوبولا

الكرة الذهبية
- 1973: رشح لأحسن موسيقى أفلام تصويرية
- 1975: جائزة أحسن موسيقى أفلام تصويرية

## أفلام مع موسيقى من تأليف نينو روتا
- الشارع (1954) - : إخراج فدريكو فلليني
- الحرب والسلام (1956) - : إخراج كينج فيدور
- الليالي البيضاء (1957) - : إخراج لوشينو فيسكونتي
- الحياة الحلوة (1960) - : إخراج فدريكو فلليني
- ثمانية ونصف (1963) - : إخراج فدريكو فلليني
- روكو وإخوته (1960) - : إخراج لوشينو فيسكونتي
- روميو وجولييت (1968) -: إخراج فرانسو زيفيليري
- العراب (1972) - : إخراج فرانسيس فورد كوبولا
- العراب الجزء الثاني (1974) - : إخراج فرانسيس فورد كوبولا
- موت على النيل (1978) - : إخراج جون غولرمين

## وصلات خارجية
- نينو روتا على موقع IMDb (الإنجليزية)
- نينو روتا على موقع الموسوعة البريطانية (الإنجليزية)
- نينو روتا على موقع ألو سيني (الفرنسية)
- نينو روتا على موقع ميوزك برينز (الإنجليزية)
- نينو روتا على موقع أول موفي (الإنجليزية)
- نينو روتا على موقع قاعدة بيانات برودواي على الإنترنت (الإنجليزية)
- نينو روتا على موقع قاعدة بيانات الأفلام السويدية (السويدية)
- نينو روتا على موقع إن إن دي بي (الإنجليزية)
- نينو روتا على موقع أول ميوزيك (الإنجليزية)
- نينو روتا على موقع ديسكوغز (الإنجليزية)
- موسيقى فيلم العراب من موقع يوتيوب على يوتيوبعزف أندري ريو والأوركسترا المرافقة.